# Палац Дарія в Сузах

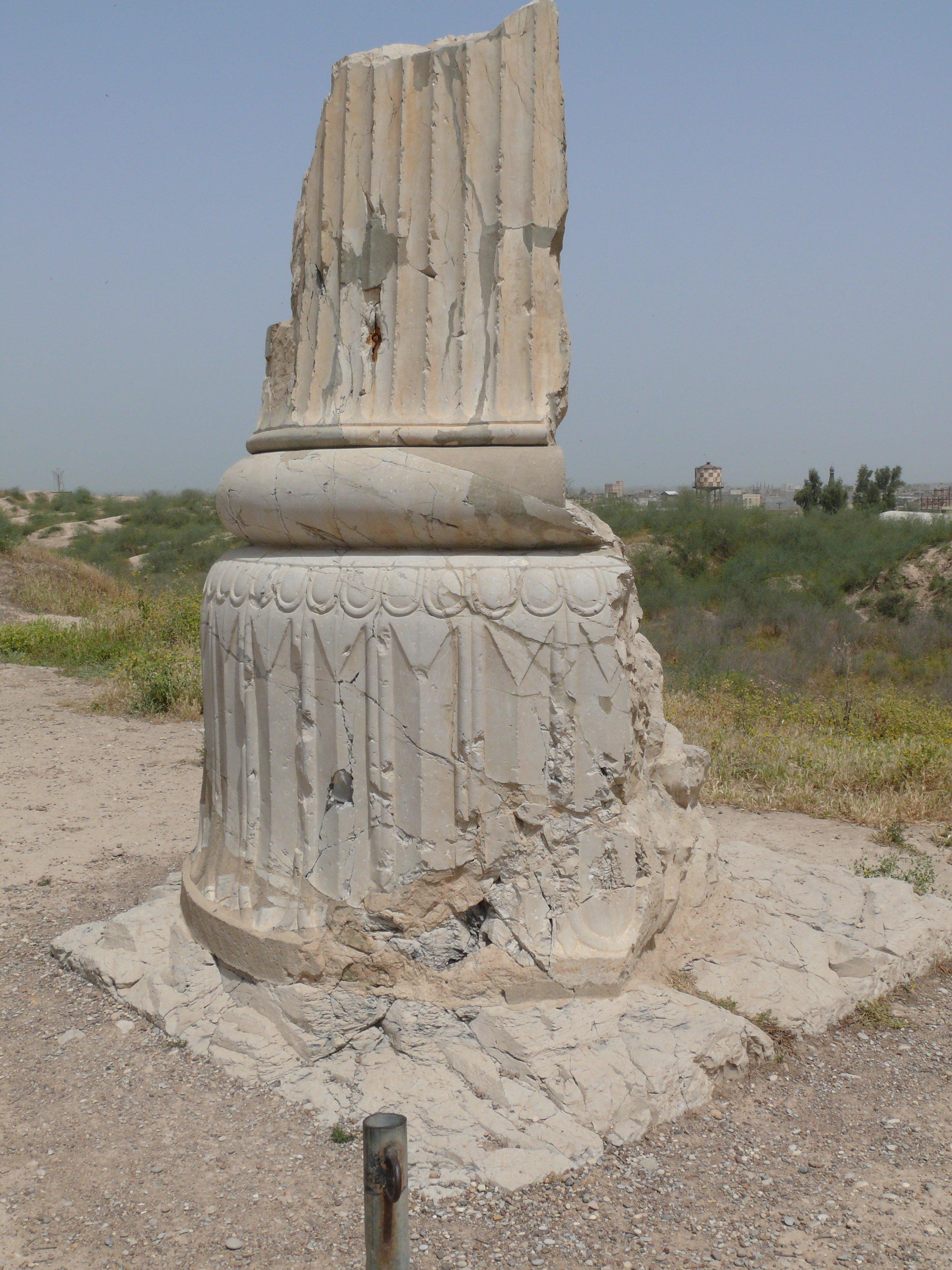
Фрагмент колони палацу

Палац Дарія — палацовий комплекс, що не зберігся в Сузах, одному з найдавніших міст світу, столиці держави Ахеменідів.
Будівництво розпочалося за замовленням Дарія I, паралельно з подібним палацом у Персеполісі, і було завершено при Ксерксі I.

## Опис
Палац був розташований на штучно створеній платформі заввишки 15 метрів та площею 100 га. Палацовий комплекс включав сам палац, великий зал для прийомів і монументальні ворота. Між цими будовами був критий прохід (пропілеї).
Стіни палацу були зроблені з цегли, а його колони з каменю. На стінах палацу були зображені безсмертні воїни та крилаті леви.
Цей палац був зруйнований внаслідок навали Олександра Македонського, як і більшість інших палаців епохи Ахеменідів.